# Guy Pratt
Guy Adam Pratt (Londra, 3 gennaio 1962) è un bassista e compositore britannico.
Oltre ad essere un bassista molto richiesto, Pratt è compositore di musiche e testi. È stato il bassista del gruppo musicale Icehouse.

## Carriera
Oltre ad esser stato membro dei già citati Icehouse, Pratt è meglio conosciuto per il suo lavoro come session man. Ha lavorato, tra gli altri, con Madonna, Jimmy Nail, Natalie Imbruglia, Michael Jackson, Ronan Keating, Rod Stewart, Dana Gillespie, Robert Palmer, Deborah Harry, Stephen Duffy e anche in Italia con Paola & Chiara.
Dal 1994 ha suonato il basso per Bryan Ferry e poi accompagnato nel suo tour solista in tutta Europa.
Ha calcato il grande palcoscenico come bassista dei Pink Floyd dal 1987, scelto dopo il definitivo abbandono di Roger Waters avvenuto nel 1985. Ha collaborato con loro nei tour Delicate Sound of Thunder del 1987, 1988 e 1989 facendo apprezzare le sue qualità e la sua maturità come bassista nonostante la giovane età, e successivamente in Pulse del 1994. In questi tour inoltre è voce corale in Another Brick in the Wall Part 2, Us and Them, Comfortably Numb e Run Like Hell.
Con David Gilmour ha suonato il basso e la chitarra ritmica nel suo album da solista On a Island del 2006 e nell'On a Island Tour dello stesso anno, dal quale verranno ricavati due doppi DVD Remember that Night e Live in Gdansk.
Dal 2018 collabora con Nick Mason nel ruolo di bassista della band "Nick Mason's Saucerful of Secrets", che ripropone dal vivo il catalogo dei Pink Floyd antecedente la pubblicazione di The Dark Side of the Moon. Nella band compare anche Gary Kemp degli Spandau Ballet nel ruolo di voce e chitarra.

## Vita privata
È figlio dell'attore Mike Pratt. Nel 1996 sposa Gala Wright, figlia del tastierista dei Pink Floyd, Richard Wright.

## Discografia
- 1984 – Sidewalk – Icehouse
- 1985 – Riptide – Robert Palmer
- 1985 – The Dream Academy – The Dream Academy
- 1986 – Measure for Measure – Icehouse
- 1987 – Luz Y Sombra – Flans
- 1987 – Remembrance Days – The Dream Academy
- 1987 – Bête Noire – Bryan Ferry
- 1988 – One More Story – Peter Cetera
- 1988 – Delicate Sound of Thunder – Pink Floyd
- 1989 – Kite – Kirsty MacColl
- 1989 – Like a Prayer – Madonna
- 1990 – Wild and Lonely – Associates
- 1990 – Blue Pearl – Blue Pearl
- 1990 – I'm Breathless – Madonna
- 1990 – Don't Explain – Robert Palmer
- 1990 – Toy Matinee – Toy Matinee
- 1991 – Pop Life – Bananarama
- 1991 – Ripe – Banderas
- 1991 – Long Road – Junior Reid
- 1991 – Electric Landlady – Kirsty MacColl
- 1991 – Storyville – Robbie Robertson
- 1991 – A Different Kind of Weather – The Dream Academy
- 1991 – The Orb's Adventures Beyond the Ultraworld – The Orb
- 1992 – Masterfile – Icehouse
- 1992 – Growing Up in Public – Jimmy Nail
- 1992 – Ridin' High – Robert Palmer
- 1992 – U.F.Orb – The Orb
- 1993 – Debravation – Debbie Harry
- 1993 – Donna De Lory – Donna De Lory
- 1993 – Last Action Hero - L'ultimo grande eroe – (colonna sonora di Michael Kamen)
- 1993 – Call Me Nightlife – Nokko
- 1993 – Elemental – Tears for Fears
- 1994 – Billy Pilgrim – Billy Pilgrim
- 1994 – Mamouna – Bryan Ferry
- 1994 – Well... – Katey Sagal
- 1994 – The Division Bell – Pink Floyd
- 1994 – Heitor – T.P. Heitor
- 1994 – The Next Hundred Years – Ted Hawkins
- 1994 – Meanwhile – Third Matinee
- 1994 – Fruit of Life – Wild Colonials
- 1995 – Euroflake in Silverlake – Gregory Gray
- 1995 – HIStory: Past, Present and Future - Book I – Michael Jackson
- 1995 – Pulse – Pink Floyd
- 1995 – A Spanner in the Works – Rod Stewart
- 1996 – Raise the Pressure – Electronic
- 1997 – Dark Days in Paradise – Gary Moore
- 1997 – It's So Different Here – Gota Yashiki
- 1997 – Blood on the Dance Floor: HIStory in the Mix – Michael Jackson
- 1997 – Restless Heart – Whitesnake
- 1998 – Messiah Meets Progenitor – Messiah
- 1998 – The Ted Hawkins Story: Suffer No More – Ted Hawkins
- 1999 – What Are You Going to Do with Your Life? – Echo & the Bunnymen
- 1999 – Michael Hutchence – Michael Hutchence
- 1999 – Reload – Tom Jones
- 2000 – Lemonjelly.ky – Lemon Jelly
- 2000 – Ronan – Ronan Keating
- 2000 – Somewhere in the Sun: Best of the Dream Academy – The Dream Academy
- 2001 – Born – bond
- 2001 – Crystal Days: 1979-1999 – Echo & the Bunnymen
- 2001 – Bring Down the Moon – Naimee Coleman
- 2001 – White Lilies Island – Natalie Imbruglia
- 2001 – Echoes: The Best of Pink Floyd – Pink Floyd
- 2001 – Read My Lips – Sophie Ellis-Bextor
- 2001 – Mixed Up World Pt. 2 – Sophie Ellis-Bextor
- 2001 – They Called Him Tin Tin – Stephen Duffy
- 2001 – Mink Car – They Might Be Giants
- 2001 – Toy Matinee: Special Edition – Toy Matinee
- 2002 – Watching Angels Mend – Alex Lloyd
- 2002 – Shine – bond
- 2002 – Lost Horizons – Lemon Jelly
- 2002 – Festival – Paola & Chiara
- 2002 – Best of Both Worlds: The Robert Palmer Anthology (1974-2001) – Robert Palmer
- 2003 – Journey into Paradise – Dr. Alex Paterson
- 2003 – Measure for Measure/Primitive Man – Icehouse
- 2003 – The Outer Marker – Just Jack
- 2003 – Shoot from the Hip – Sophie Ellis-Bextor
- 2003 – Reload – Tom Jones
- 2004 – Mistaken Identity – Delta Goodrem
- 2004 – Live at Montreux, 1990 – Gary Moore
- 2005 – Explosive: The Best of bond – bond
- 2005 – A Million in Prizes: The Anthology – Iggy Pop
- 2005 – Remembrance Days/A Different Kind of Weather – The Dream Academy
- 2006 – On an Island – David Gilmour
- 2006 – So Still – Mozez
- 2006 – Living in a Giant Candle – Transit Kings
- 2007 – Dylanesque – Bryan Ferry
- 2008 – Live in Gdańsk – David Gilmour
- 2015 – Rattle That Lock – David Gilmour
- 2017 – Live at Pompeii – David Gilmour
- 2020 – Live at the Roundhouse – Nick Mason's Saucerful of Secrets
- 2024 – Luck and Strange – David Gilmour